# موازی‌سازی بیتی
موازی‌سازی بیتی یکی از سطوح رایانش موازی می‌باشد که بر اساس افزایش طول کلمۀ پردازشی کار می‌کند. ظهور فناوری تراشه‌های رایانه یکپارچه‌سازی کلان‌مقیاس (وی‌ال‌اس‌آی) در دهۀ ۱۹۷۰ تا حدود ۱۹۸۶ و ترقی در معماری رایانه به خاطر گسترش موازی‌سازی بیتی بود.
افزایش اندازۀ کلمه تعداد دستورهایی را که پردازنده برای اجرای یک عملیات، روی متغیراتی که اندازه‌شان از طولشان بیشتر است، باید انجام دهد را کاهش می‌دهد. برای مثال فرض کنید یک پردازنده ۸ بیتی باید دو عدد صحیح ۱۶ بیتی را اضافه کند. پردازنده ابتدا باید ۸ بیت کم مرتبه‌تر را از هر عدد صحیح اضافه کرده و سپس ۸ بیت با مرتبه بالاتر را اضافه کند. بدین گونه برای یک عملیات، دو دستورالعمل نیاز است اما پردازنده ۱۶ بیت این کار را با یک دستورالعمل انجام خواهد داد.
به‌طور تاریخی، تمام رایانه‌های الکترونیکی اولیه رایانه‌های سریالی بودند. اولین رایانه‌ای که سریالی نبود -اولین رایانه موازی‌ساز بیتی- یک ویرلویند ۱ از سال ۱۹۵۱ بود.
از لحاظ تاریخی، ریزپردازنده‌های ۴ بیتی با ریزپردازنده‌های ۸ بیتی، ۱۶ بیتی و نهایتاً ۳۲ بیتی جایگذین شدند. این روند با معرفی ریزپردازنده‌های ۳۲ بیتی و قرار گرفتن آنان به عنوان استانداردی برای دو دهه پایان گرفت. هرچند جدیداً با معرفی معماری اکس۸۶-۶۴، ریزپردازنده‌های ۶۴ بیتی نیز به بازار آمده‌اند.
در پردازنده‌های ۳۲ بیتی، پهنای گذرگاه خارجی هنوز در حال افزایش است. برای مثال، دی‌دی‌آر۱ اس‌دی‌رم ۱۲۸ بیت را در هر چرخه ساعت منتقل می‌کند در حالی که دی‌دی‌آر۲ اس‌دی‌رم هربار حداقل ۲۵۶ بیت را منقل می‌نماید.